# Liste des députés fédéraux canadiens - Z
Cet article contient la liste des députés actuels et anciens à la Chambre des communes du Canada dont le nom commence par la lettre Z.
En plus du prénom et du nom du député, la liste contient :
- le parti que le député représentait lors de son élection ;
- le comté et la province où il fut élu.

## Z
- Frederick Samuel Zaplitny, CCF, Dauphin, Manitoba
- Lise Zarac, libéral, LaSalle—Émard, Québec
- Paul Zed, libéral, Fundy—Royal/Saint John, Nouveau-Brunswick
- Adam Zimmerman, libéral, Hamilton-Ouest, Ontario